# Die Relativitätstheorie Einsteins
Die Relativitätstheorie Einsteins ist der Titel eines Buchs des späteren Physik-Nobelpreisträgers Max Born. Darin stellt er die grundlegenden Ideen der speziellen Relativitätstheorie und der allgemeinen Relativitätstheorie vor. Er richtet sich an einen breiten Leserkreis und verwendet daher nur wenig Mathematik. Das Buch beschäftigt sich vor allem mit der historischen Überwindung der Äthertheorie.

## Einordnung
Das Werk steht zwischen für Physiker geschriebenen, wissenschaftlichen Einführungen in die Relativitätstheorie und zahlreichen populärwissenschaftlichen Büchern, die ganz auf Mathematik verzichten und daher nur eine oberflächliche Kenntnis der Relativitätstheorie vermitteln können, wie Max Born selbst im Vorwort ausführt.
Max Born verwendet keinerlei Analysis, sondern weicht stattdessen an einigen Stellen auf Betrachtungen von Differenzenquotienten aus, deren Konvergenz plausibel gemacht wird. Das gelingt sogar bei komplexen Themen wie der Elastizität des Äthers oder der Grundgleichungen der Elektrodynamik, die in üblichen Darstellungen partielle Differentialgleichungen erfordern. Lediglich einfachste Manipulationen von Gleichungen, wie sie gewöhnlich an Schulen unterrichtet werden, kommen zum Einsatz.

## Auflagen
Die erste deutsche Auflage erschien 1920, zwei weitere in den beiden nachfolgenden Jahren, eine englische Übersetzung folgte 1924. Im Jahre 1962 gab der Verlag Dover Publications Inc. eine überarbeitete fünfte Auflage heraus, die vom Springer-Verlag in deutscher Sprache verlegt wurde. Eine sechste Auflage erschien 2001 im Springer-Verlag, kommentiert und ergänzt von Jürgen Ehlers und Markus Pössel. 2003 erschien die siebte Auflage.

## Inhalt

### Geometrie und Kosmologie
Das einleitende Kapitel stellt Längen- und Zeitmessung vor. Hintergrund ist die euklidische Geometrie, außerdem die kosmologischen Modelle vom Altertum bis Kopernikus.

### Die Grundgesetze der klassischen Mechanik
Der freie Fall und die Schwingungen dienen als Beispiel für die klassische Mechanik, die auf Galileo Galilei und Isaac Newton zurückgeht. Das umfasst das Trägheitsgesetz, den Kraftbegriff und den Energieerhaltungssatz. Die Gleichheit von träger und schwerer Masse wird diskutiert, diese Gleichheit ist „nicht in den Fundamenten der Mechanik fest verankert, sondern klebt wie eine Art Kuriosum locker am Gefüge der anderen Sätze“.

### Das Newtonsche Weltsystem
Dieses Kapitel bietet eine Einführung in die Himmelsmechanik Newtons (Gravitationsgesetz, Planetenbahnen, Keplersche Gesetze) und führt zu einer kritischen Betrachtung der von Newton eingeführten Begriffe der absoluten Zeit und des absoluten Raums.

### Die Grundgesetze der Optik
Um den aufgeworfenen Problemen auf den Grund gehen zu können, müssen neben der Mechanik auch andere Teilgebiete der Physik, die einen direkten Bezug zum Raum haben, betrachtet werden, wie etwa die Lichtausbreitung.
Daher wird die historische Entwicklung der Optik bis zur Aufdeckung der Wellennatur des Lichtes nachgezeichnet.
Die Transversalität der Lichtwellen führt klassisch zum Ätherbegriff, dessen physikalische Eigenschaften diskutiert werden. Optische Effekte werden in solche erster Ordnung und zweiter Ordnung unterschieden, Schwierigkeiten des Ätherbegriffs werden beleuchtet und es wird herausgearbeitet, dass nur optische Effekte zweiter Ordnung die aufgeworfenen Fragen klären können.

### Grundgesetze der Elektrodynamik
Hier gibt Max Born eine Einführung in die Elektrodynamik, ohne Vorkenntnisse beim Leser vorauszusetzen. Die Verwendung des Gaußschen Einheitensystems entspricht der Entstehungszeit des Buches, hat aber den Vorteil, dass bereits sehr früh, bei der Besprechung des Biot-Savart-Gesetzes, ein Proportionalitätsfaktor von der Dimension einer Geschwindigkeit auftritt, der sich dann als Lichtgeschwindigkeit entpuppt. Faradays Kraftlinien und die Maxwellschen Gleichungen geben Anlass zur Diskussion von Nah- und Fernwirkungstheorien in der Elektrodynamik. Die herausgearbeitete Erkenntnis, dass Licht eine elektromagnetische Welle ist, führt zur Optik und damit zum Äther zurück.
Neue theoretische Schwierigkeiten mit dem Äther, insbesondere in der Elektrodynamik bewegter Körper, führten Lorentz zur Elektronentheorie, die im Lichte des beschriebenen Michelson-Morley-Experiments, einem optischen Effekt zweiter Ordnung, zu weiteren Modifikationen zwingt, bis hin zur Kontraktionshypothese und der Einführung anderer Zeitmaßstäbe für Körper, die relativ zum Äther, der nun mit Newtons absolutem Raum zu identifizieren ist, bewegt sind. Dies schließt die Darstellung der vorrelativistischen Physik ab.

### Das spezielle Einsteinsche Relativitätsprinzip
Nach der Entlarvung der Gleichzeitigkeit als einer beobachterabhängigen und damit relativen Größe  wird die Lorentz-Transformation sowohl auf geometrische als auch auf algebraische Weise aus dem speziellen Relativitätsprinzip hergeleitet, was dann zur relativistischen Kinematik führt. Mittels der relativistischen Additionstheoreme für Geschwindigkeiten und der Analyse des unelastischen Stoßes wird zunächst die Geschwindigkeitsabhängigkeit der Masse aufgezeigt und darauf aufbauend die Trägheit der Masse, das heißt die Äquivalenz von Masse und Energie hergeleitet, letzteres wird  zusätzlich durch ein auf Einstein zurückgehendes Gedankenexperiment (siehe auch hier) begründet. Nach der Besprechung experimenteller Bestätigungen wird demonstriert, wie sich die oben vorgestellten Probleme in der Relativitätstheorie zwanglos erklären lassen. Das Kapitel endet mit einer Einführung in die Geometrie des Minkowski-Raums.

### Die allgemeine Relativitätstheorie Einsteins
Der Verzicht auf höhere Mathematik erlaubt hier nur eine Kritik der mit Kant apriori angenommenen euklidischen Geometrie und eine Idee der Krümmung des Raumes zu vermitteln. Die Ursache der Trägheitskräfte wird besprochen. Auf Grund des allgemeinen Relativitätsprinzips und der Struktur der Metrik wird der langsamere Gang von Uhren in starken Gravitationsfeldern plausibel gemacht. Die Periheldrehung des Merkur, die Ablenkung von Lichtstrahlen im Gravitationsfeld der Sonne sowie optische Effekte werden als experimentelle Belege der allgemeinen Relativitätstheorie angeführt. Kosmologische Theorien auf Basis der allgemeinen Relativitätstheorie, Einsteins Einführung des Lambda-Glieds und Einsteins Bemühungen um eine vereinheitlichte Feldtheorie beenden das Buch.

### Neuere Entwicklungen der relativistischen Physik
Dieses Kapitel ist in Max Borns Buch ursprünglich nicht vorhanden. Es findet sich ab der sechsten Auflage als von Jürgen Ehlers und Markus Pössel eingefügte Ergänzung und behandelt neuere experimentelle Befunde, Gravitationswellen und schwarze Löcher, greift das Thema der Kosmologie noch einmal auf und schließt mit der Behandlung der  Quantengravitation.